# Тур Тайваня 2024
21-й выпуск  Тура Тайваня — шоссейной многодневной велогонки, проходящей по дорогам Китайской Республики на острове Тайвань. Гонка прошла с 10 по 14 марта 2024 года в рамках Азиатского тура UCI 2024. Победителем стал британский велогонщик Джозеф Блэкмор.

## Участники
На участие в гонке заявлено 24 команды: 6 команд категории UCI ProTeams, 17 континентальных и национальная сборная Китайского Тайбэя.
| UCI ProTeams (6)- Corratec-Vini Fantini - Burgos-BH - Team Novo Nordisk - Polti Kometa - Israel-Premier Tech - Equipo Kern Pharma UCI Continental Teams (17)- Victoria Sports Pro Cycling Team - Utsunomiya Blitzen - Universe Cycling Team - Rembe Pro Cycling Team Sauerland - Hrinkow Advarics - Global 6 United - St George Continental Cycling Team - Sidi Ali-Unlock Team - Sparkle Oita Racing Team - Terengganu Cycling Team - Roojai Insurance - JCL Team Ukyo - Grant Thornton Cycling Team - Go for Gold Philippines - Beykoz Belediyesi Spor Türkiye - CCACHE x Par Küp - Voltas Tartu2024 by CCN Национальная сборная- Китайский Тайбэй |
| |

## Маршрут
Гонка стартовала из столицы — Тайбэя, и финишировала в Гаосюне, предлагая три этапа (первый, третий и пятый), посвященные спринтерам, и два (второй и четвертый), которые должны были стать определяющими для формирования общей классификации, учитывая присутствие категорийных финишных подъёмов. Однако, как показало последнее издание, вряд ли эти восхождения сыграли бы ключевую роль
| Этап | Дата   | Маршрут                    | type      | Длина (км) | Победитель           | Лидер генеральной классификации |
| ---- | ------ | -------------------------- | --------- | ---------- | -------------------- | ------------------------------- |
| 1    | 10 мар | Тайбэй – Тайбэй            | равнинный | 83,2       | Итамар Эйнгорн       |                                 |
| 2    | 11 мар | Таоюань – Jiaobanshan Park | холмистый | 115,5      | Мэйсон Холлиман      |                                 |
| 3    | 12 мар | Синьпу – Сиган             | холмистый | 154,3      | Bentley Niquet-Olden |                                 |
| 4    | 13 мар | Наньтоу – Юйчи             | холмистый | 167,2      | Carter Bettles       |                                 |
| 5    | 14 мар | Гаосюн – Гаосюн            | холмистый | 146,4      | Итамар Эйнгорн       |                                 |

## Ход гонки
Равнинный и очень короткий (83,2 км) первый этап завершился массовым спринтом в котором доминировал Итамар Эйнхорн. Показав свою динамику в Туре по Руанде, на котором он выиграл два этапа, израильтянин из состава Israel-Prime Tech одержал свою третью победу в сезоне, опередив итальянца Маттео Малучелли (JCL Ukyo) и испанца Мануэля Пенальвера (Polti Kometa). Йерун Мейерс (Victoria Sports Pro Cycling Team) — победитель Тура по Тайваню 2023 года — и Аттилио Вивиани (Team corratec-Vini Fantini) вошли в топ-5. Итамар Эйнхорн — первый обладатель желтой майки лидера общего зачета.

## Лидеры классификаций
| Этап |           | Победитель _         |
| ---- | --------- | -------------------- |
| 1    | равнинный | Итамар Эйнгорн       |
| 2    | холмистый | Мэйсон Холлиман      |
| 3    | холмистый | Bentley Niquet-Olden |
| 4    | холмистый | Carter Bettles       |
| 5    | холмистый | Итамар Эйнгорн       |
| Итог |           |                      |

## Итоговое положение
| \| Генеральная классификация \| Генеральная классификация \| Генеральная классификация \| Генеральная классификация \| Генеральная классификация \| \| Гонщик \| Гонщик \| Команда \| Время \| \| \| ------------------------- \| ------------------------- \| ------------------------- \| ------------------------- \| ------------------------- \| \| 1-й \| Джозеф Блэкмор \| Israel-Premier Tech \| 14ч 58' 21 \| \| \| 2-й \| Юма Коиси \| JCLTeam Ukyo \| + 4 \| \| \| 3-й \| Carter Bettles \| Roojai Insurance \| + 5 \| \| |                |                     |            |
| |                |                     |            |
| Источник: ProCyclingStats |                |                     |            |
| Генеральная классификация |                |                     |            |
| Гонщик | Гонщик         | Команда             | Время      |
| 1-й | Джозеф Блэкмор | Israel-Premier Tech | 14ч 58' 21 |
| 2-й | Юма Коиси      | JCLTeam Ukyo        | + 4        |
| 3-й | Carter Bettles | Roojai Insurance    | + 5        |

| Очковая классификация | Очковая классификация | Очковая классификация | Очковая классификация | Очковая классификация |
| Гонщик                | Гонщик                | Команда               | Очки                  |                       |
| --------------------- | --------------------- | --------------------- | --------------------- | --------------------- |
| 1-й                   | Маттео Малучелли      | JCLTeam Ukyo          | 42 очков              |                       |
| 2-й                   | Аарон Гейт            | Burgos-BH             | 38 очков              |                       |
| 3-й                   | Итамар Эйнгорн        | Israel-Premier Tech   | 36 очков              |                       |

| Очковая классификация | Очковая классификация | Очковая классификация | Очковая классификация | Очковая классификация |
| Гонщик                | Гонщик                | Команда               | Очки                  |                       |
| --------------------- | --------------------- | --------------------- | --------------------- | --------------------- |
| 1-й                   | Маттео Малучелли      | JCLTeam Ukyo          | 42 очков              |                       |
| 2-й                   | Аарон Гейт            | Burgos-BH             | 38 очков              |                       |
| 3-й                   | Итамар Эйнгорн        | Israel-Premier Tech   | 36 очков              |                       |

| Горная классификация | Горная классификация | Горная классификация       | Горная классификация | Горная классификация |
| Гонщик               | Гонщик               | Команда                    | Очки                 |                      |
| -------------------- | -------------------- | -------------------------- | -------------------- | -------------------- |
| 1-й                  | Антуан Дебонс        | Team Corratec-Vini Fantini | 43 очков             |                      |
| 2-й                  | Джесси Эварт         | Terengganu Cycling Team    | 28 очков             |                      |
| 3-й                  | Iván Cobo            | Equipo Kern Pharma         | 22 очков             |                      |

| Горная классификация | Горная классификация | Горная классификация       | Горная классификация | Горная классификация |
| Гонщик               | Гонщик               | Команда                    | Очки                 |                      |
| -------------------- | -------------------- | -------------------------- | -------------------- | -------------------- |
| 1-й                  | Антуан Дебонс        | Team Corratec-Vini Fantini | 43 очков             |                      |
| 2-й                  | Джесси Эварт         | Terengganu Cycling Team    | 28 очков             |                      |
| 3-й                  | Iván Cobo            | Equipo Kern Pharma         | 22 очков             |                      |

| Командная классификация по времени | Командная классификация по времени | Командная классификация по времени | Командная классификация по времени |
| Команда                            | Команда                            | Время                              |                                    |
| ---------------------------------- | ---------------------------------- | ---------------------------------- | ---------------------------------- |
| 1-й                                | JCL Team Ukyo                      | 44ч 56' 46                         |                                    |
| 2-й                                | Polti Kometa                       | + 18                               |                                    |
| 3-й                                | Israel-Premier Tech                | + 1' 03                            |                                    |

| Командная классификация по времени | Командная классификация по времени | Командная классификация по времени | Командная классификация по времени |
| Команда                            | Команда                            | Время                              |                                    |
| ---------------------------------- | ---------------------------------- | ---------------------------------- | ---------------------------------- |
| 1-й                                | JCL Team Ukyo                      | 44ч 56' 46                         |                                    |
| 2-й                                | Polti Kometa                       | + 18                               |                                    |
| 3-й                                | Israel-Premier Tech                | + 1' 03                            |                                    |